# Monte Krokisius
El monte Krokisius (en inglés: Mount Krokisius) es una elevación de unos 700 m s. n. m. ubicada a 1,1 kilómetros al noreste de la bahía Paz en Georgia del Sur, en el océano Atlántico Sur, cuya soberanía está en disputa entre el Reino Unido el cual las administra como «Territorio Británico de Ultramar de las islas Georgias del Sur y Sandwich del Sur», y la República Argentina que las integra al Departamento Islas del Atlántico Sur, dentro de la Provincia de Tierra del Fuego, Antártida e Islas del Atlántico Sur. Fue nombrado por el grupo alemán de las Investigaciones del Año Polar Internacional, de 1882 y 1883, por el Capitán de Corbeta Krokisius, comandante de la Marie, una de las dos naves de la expedición.